# Gare de Petrozavodsk
 (mars 2022).
La gare de Petrozavodsk (en carélien : Petroskoin raudatieazema, en finnois : Petroskoin rautatieasema, en russe : вокзал Петрозаводск, вокзал Петрозаводск-Пасс) est une gare ferroviaire située au centre de Petrozavodsk la capitale de la république de Carélie en Russie,.

## Situation ferroviaire
La gare est l'une des gares de voyageurs les plus importantes de la ligne de Mourmansk.
La gare de Petrozavodsk a des liaisons ferroviaires régulières depuis la gare du Ladoga de et la gare de Moscou de Saint-Pétersbourg, en partie avec des trains de ces gares à destination de Mourmansk.
Les trains de Mourmansk assurent des liaisons directes de Petrozavodsk vers de nombreuses régions de Russie et le reste de l'Europe de l'Est.

## Histoire
La gare a été construite en 1947 selon les plans de l'architecte Maslennikov.